# Flavius Caper
Flavius Caper fue un gramático latino que floreció durante el siglo II d. C. Caper dedicó especial atención a los primeros escritores latinos, y los priscianos hablan mucho de él.
Caper fue autor de dos obras: De Lingua Latina y De Dubiis Generibus. Estas obras en su forma original se perdieron; pero dos breves tratados, titulados De Orthographia (de Agroecius) y De Verbis Dubiis nos han llegado bajo su nombre, probablemente extractos de las obras originales, con adiciones posteriores de un escritor desconocido. Ver F. Osann, De Flavio Capro (1849) y revisión de W. Christ en Philologus (18) pp.165-170 (1862), donde se notan varias ediciones de otros gramáticos importantes; G. Keil, «De Flavio Grammatico», en Dissertationes Halenses, (1889), y texto en Grammatici Latini de H. Keil, vii.